# Angelika Lex
Angelika Lex (* 22. Juni 1958 in Rosenheim; † 9. Dezember 2015) war eine deutsche Juristin und Kommunalpolitikerin (Bündnis 90/Die Grünen). Von 1998 bis 2003 und von 2013 bis zu ihrem Tod war die selbständige Rechtsanwältin nichtberufsrichterliche Richterin am Bayerischen Verfassungsgerichtshof. 

## Leben
Angelika Lex vertrat als Anwältin insbesondere Flüchtlinge und  Bürgerrechtsgruppen und konnte gegen Bayerns Innenministerium, Polizei und Verfassungsschutz wiederholt Erfolge erzielen. So erreichte sie, dass nach einer Reihe von Verwaltungsgerichtsprozessen die rechtswidrige Erwähnung der Antifaschistischen Informations-, Dokumentations- und Archivstelle München im bayerischen Verfassungsschutzbericht 2012 beendet wurde. Im NSU-Prozess vertrat sie die Witwe des 2005 mutmaßlich vom Nationalsozialistischen Untergrund ermordeten Theodoros Boulgarides als Nebenklägerin.
Von 1990 bis 1995 war sie Mitglied des Münchner Stadtrats. Von 1998 bis 2003 war sie auf Vorschlag von Bündnis 90/Die Grünen nichtberufsrichterliches Mitglied des Bayerischen Verfassungsgerichtshofs; im Dezember 2013 wurde sie auf Vorschlag von Bündnis 90/Die Grünen erneut vom Bayrischen Landtag in dieses Amt gewählt. Sie war die Vorsitzende der Initiative Bayerischer Strafverteidigerinnen und Strafverteidiger und Mitglied im  Republikanischen Anwältinnen- und Anwälteverein.
Im November 2015 erhielt sie den Georg-Elser-Preis der Stadt München.
Angelika Lex war mit dem ehemaligen Vorsitzenden der Fraktion von Bündnis 90/Die Grünen im Münchner Stadtrat, Siegfried Benker, verheiratet und hatte zwei Kinder. Sie starb am 9. Dezember 2015 im Alter von 57 Jahren an Krebs. Ihr zu Ehren wurde am 8. März 2018 auf der Schwanthalerhöhe (Westend) eine Straße benannt.